# Sacrifice (album, Motörhead)
Sacrifice je dvanácté studiové album britské heavymetalové skupiny Motörhead, vydané v červenci 1995 u vydavatelství CMC International a Steamhammer/SPV. Jde o poslední studiové album skupiny, nahrané v čtyřčlenné sestavě; Würzel ze skupiny odešel po dokončení tohoto alba.

## Seznam skladeb
| Pořadí         | Název                 | Délka |
| -------------- | --------------------- | ----- |
| 1.             | Sacrifice             | 3:16  |
| 2.             | Sex & Death           | 2:02  |
| 3.             | Over Your Shoulder    | 3:17  |
| 4.             | War for War           | 3:08  |
| 5.             | Order/Fade to Black   | 4:02  |
| 6.             | Dog-Face Boy          | 3:25  |
| 7.             | All Gone to Hell      | 3:41  |
| 8.             | Make 'Em Blind        | 4:25  |
| 9.             | Don't Waste Your Time | 2:32  |
| 10.            | In Another Time       | 3:09  |
| 11.            | Out of the Sun        | 3:43  |
| Celková délka: | Celková délka:        | 36:11 |

## Obsazení
Motörhead
- Lemmy – baskytara, zpěv
- Phil „Wizzö“ Campbell – kytara
- Michael „Würzel“ Burston – kytara
- Mikkey Dee – bicí

Ostatní
- Bill Bergman – saxofon v „Don't Waste Your Time“
- John Paroulo – klavír v „Don't Waste Your Time“